# 乐陵文庙
乐陵文庙，位于山东省德州市乐陵市城区，是中华人民共和国山东省文物保护单位之一。
2006年12月7日，授予山东省文物保护单位，是一座古建筑。

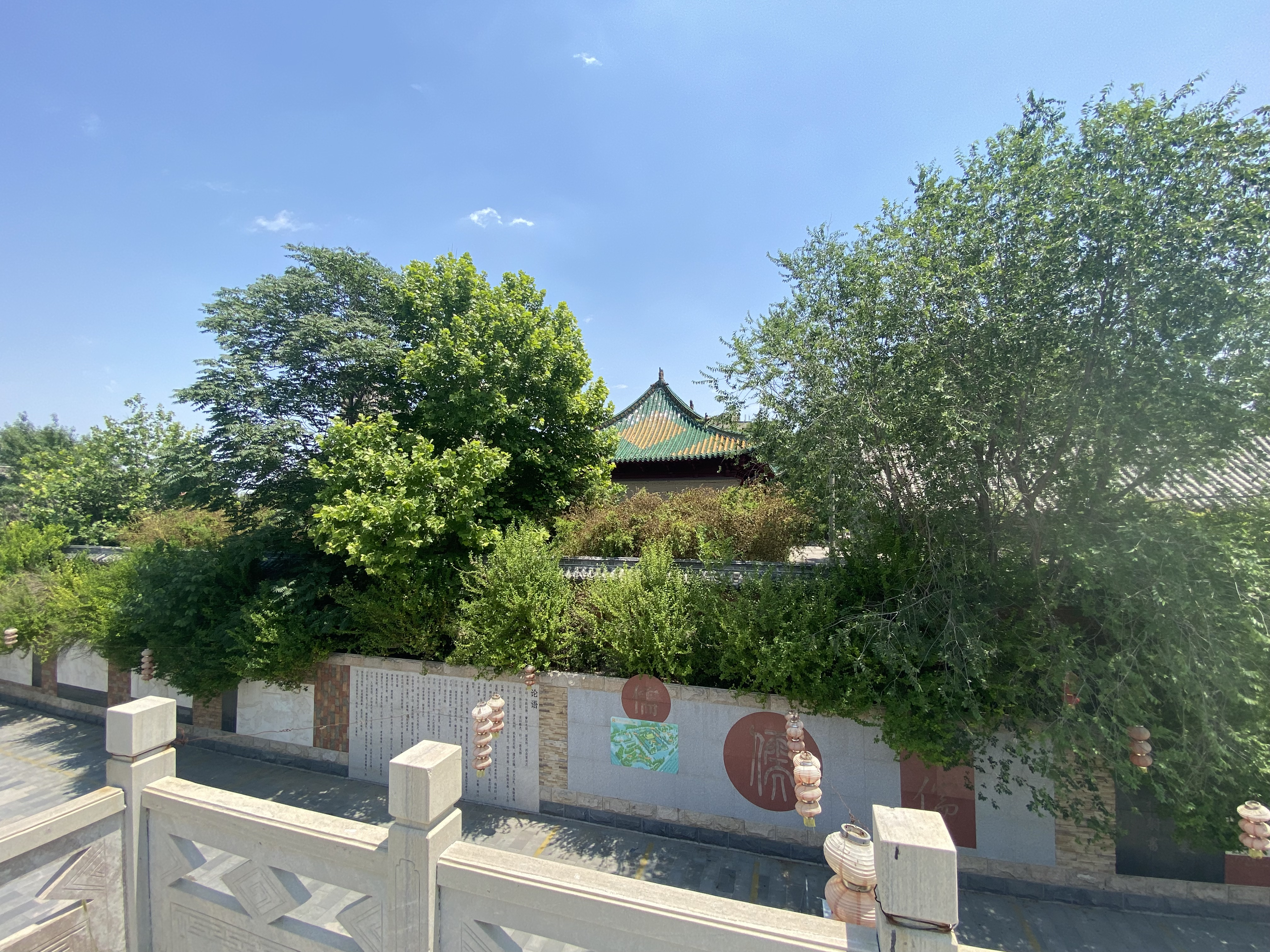
文庙文化风景区